# Chris Geddes
Chris Geddes (nascut el 15 d'octubre de 1975, a Stroud, Anglaterra) és el teclista i un dels membres fundadors de la banda escocesa de twee pop Belle and Sebastian. A més de confessar-se partidari del comunisme, és vegetarià, el que ha fet que la resta de la banda li doni el sobrenom de «Beans». Va anar a la Universitat de Glasgow o visita regularment el pub de Glasgow Tchai-Ovna.